# Мондамин (Ајова)
Мондамин (енгл. Mondamin) град је у америчкој савезној држави Ајова. По попису становништва из 2010. у њему је живело 402 становника.

## Демографија
Према попису становништва из 2010. у граду је живело 402 становника, што је -21 (-5.0%) становника више него 2000. године.
| Група             | 2000.       | 2010.       |
| Белци             | 415 (98,1%) | 391 (97,3%) |
| Афроамериканци    | 0 (0,0%)    | 1 (0,2%)    |
| Азијати           | 0 (0,0%)    | 2 (0,5%)    |
| Хиспаноамериканци | 1 (0,2%)    | 4 (1,0%)    |
| Укупно            | 423         | 402         |